# Rodica Simion
Rodica Eugenia Simion (18 de enero de 1955 - 7 de enero de 2000) fue una matemática rumano-estadounidense. Fue profesora de Matemáticas en la Escuela Colombina de la Universidad George Washington. Su investigación se centró en la combinatoria: fue pionera en el estudio de patrones de permutación y experta en particiones no cruzada.

## Biografía
Simion fue una de las mejores competidoras en la olimpiadas matemáticas nacionales rumanas. Se graduó de la Universidad de Bucarest en 1974 y emigró a los Estados Unidos en 1976. Hizo sus estudios de posgrado en la Universidad de Pensilvania, obteniendo un Ph.D. en 1981 bajo la supervisión de Herbert Wilf. Después de enseñar en la Universidad del Sur de Illinois y en el Bryn Mawr College, se mudó a la Universidad George Washington en 1987 y se convirtió en profesora de la Escuela Colombina en 1997.

## Contribuciones de investigación
La investigación de tesis de Simion versaba sobre la concavidad y unimodalidad de ciertas secuencias definidas combinatoriamente, e incluía lo que Richard P. Stanley denomina "un resultado muy influyente" de que los ceros de ciertos polinomios son todos reales.
Fue, junto con Frank Schmidt, una de las primeras en estudiar la combinatoria de conjuntos de permutaciones definidos por patrones prohibidos; Encontró una prueba biyectiva de que las permutaciones clasificables por pila y las permutaciones formadas al intercalar dos secuencias monótonas son equinúmeras, y encontró enumeraciones combinatorias de muchas clases de permutaciones. Las "permutaciones simsun" recibieron su nombre de ella y Sheila Sundaram, después de sus estudios iniciales de estos objetos. Una permutación simsun es una permutación en la que, para todo k, la subsecuencia de los k elementos más pequeños no tiene tres elementos consecutivos en orden decreciente.
Simion también realizó una extensa investigación sobre particiones que no se cruzan.

## Otras actividades
Simion fue la principal organizadora de la exposición sobre matemáticas, Más allá de los números, en el Centro de Ciencias de Maryland, y organizó otra exposición similar en la Universidad George Washington. También lideró el Programa de verano anual para mujeres en matemáticas de la Universidad George Washington. Además de matemática, Simion fue poetisa y pintora. Su poema "Immigrant Complex" fue publicado en una colección de poesía matemática en 1979.

## Publicaciones Seleccionadas
- Simion, Rodica (1984), «A multi-indexed Sturm sequence of polynomials and unimodality of certain combinatorial sequences», Journal of Combinatorial Theory, Series A 36 (1): 15-22, doi:10.1016/0097-3165(84)90075-X..
- Simion, Rodica; Schmidt, Frank W. (1985), «Restricted permutations», European Journal of Combinatorics 6 (4): 383-406, doi:10.1016/s0195-6698(85)80052-4..
- Simion, Rodica; Ullman, Daniel (1991), «On the structure of the lattice of noncrossing partitions», Discrete Mathematics 98 (3): 193-206, doi:10.1016/0012-365X(91)90376-D..
- Simion, Rodica (2000), «Noncrossing partitions», Discrete Mathematics 217 (1–3): 367-409, doi:10.1016/S0012-365X(99)00273-3..